# Circulardichroismus

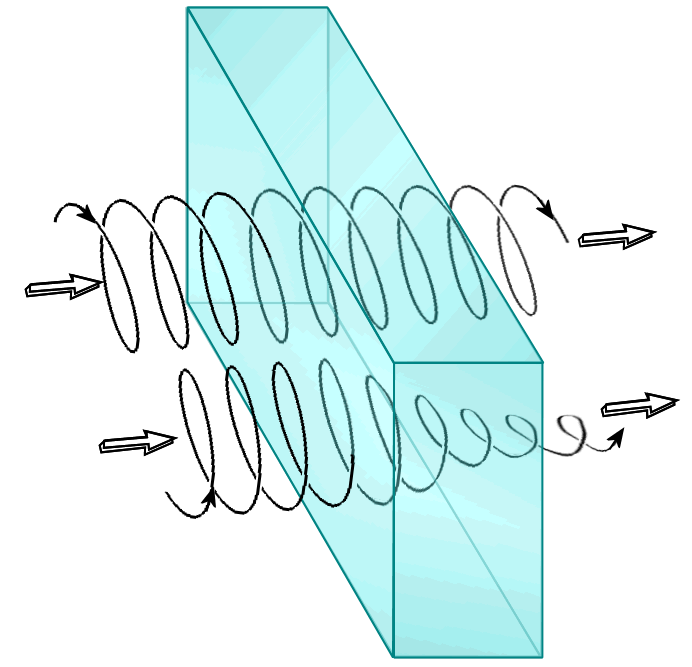
Rechts- und linkszirkular polarisiertes Licht wird in einer Schicht, die ein Enantiomer eines optisch aktiven chiralen Stoffes enthält, verschieden beeinflusst.

Circulardichroismus, auch Zirkulardichroismus, kurz CD, ist eine spezielle Eigenschaft optisch aktiver (chiraler) Moleküle. Es ist eine spezielle Form des Dichroismus, bei dem die beiden Enantiomeren eines chiralen Stoffes zirkular polarisiertes Licht unterschiedlich stark absorbieren. Dadurch wird ein ursprünglich linear polarisierter Lichtstrahl elliptisiert. Dieser Effekt ist allerdings schwach gegen den Einfluss der Brechungsindizes. Die beiden zirkularen Polarisationskomponenten des Lichts haben im Medium unterschiedliche Brechungsindizes. Das führt dazu, dass sich die relative Phase der Komponenten zueinander ändert. Dadurch rotiert die Polarisationsebene. Aufgrund der Elliptisierung des Lichts durch die unterschiedlichen Absorptionskoeffizienten ist das Endergebnis eine elliptisch polarisierte phasenverschobene Lichtwelle.
Alternativ kann man auch messen, wie stark ein Enantiomer eines chiralen Stoffes zwei Lichtstrahlen absorbiert, die sich nur in der Drehrichtung ihrer zirkularen Polarisation unterscheiden (vgl. Abbildung). 
Circulardichroismus erlaubt in der Chemie die Strukturaufklärung optisch aktiver chiraler Moleküle mittels CD-Spektroskopie: die Absorptions-Differenz wird für Licht verschiedener Wellenlängen gemessen, und man erhält das gewünschte CD-Spektrum, das spiegelbildlich ausfallen sollte für die zwei Enantiomeren eines Moleküls bzw. für die zwei Drehrichtungen der zirkularen Polarisation.

## Anwendungen
Ein CD-Spektrum liefert Aufschluss über die Stereochemie der untersuchten chiralen Stoffe. In Kombination mit der optischen Rotationsdispersion und anderer chiroptischer Methoden wird durch CD-Spektren die Festlegung der absoluten Konfiguration von Molekülen ermöglicht.
Oft wird die Methode zur Untersuchung einfacher biologischer Substanzen wie Aminosäuren und Zuckern verwendet. Auch bei der Bestimmung der Sekundärstruktur komplexerer Substanzen, etwa der Helix- und Faltblatt-Strukturen von Peptiden und Nukleinsäuren, findet sie Anwendung. Hier sind jedoch oft die Röntgenstrukturanalyse und NMR-Spektroskopie weitaus besser zur Strukturaufklärung geeignet. Die Röntgenstrukturanalyse setzt dabei allerdings voraus, dass Einkristalle der zu untersuchenden Probe vorhanden sind.

## Chiroptische spektroskopische Methoden
- bei chiralen Molekülen:
  - ECD-Spektroskopie (engl. electronic circular dichroism, ECD): CD-Spektroskopie im UV/vis-Bereich
  - ORD (optische Rotationsdispersion)
  - VCD-Spektroskopie (engl. vibrational circular dichroism, VCD): CD-Spektroskopie im IR-Bereich
- bei achiralen Molekülen (durch ein Magnetfeld wird hier über den Cotton-Mouton-Effekt ebenfalls eine Veränderung der Polarisierung und Intensität durchgestrahlten polarisierten Lichts induziert):[2]
  - MCD-Spektroskopie  (Magnetocirculardichroismus)
  - MORD-Spektroskopie (magnetooptische Rotationsdispersion)

## Weitere Methoden basierend auf dem Circulardichroismus
Basierend auf dem Circulardichroismus können Gasphasenmessungen basierend auf der Massenspektrometrie genutzt werden, um mittels Resonanz zwischen dem Elektrischem Dipolmoment und dem Magnetischen Dipolmoment eine Verstärkung des Effekts zu bewirken.